# Kloster Seligental

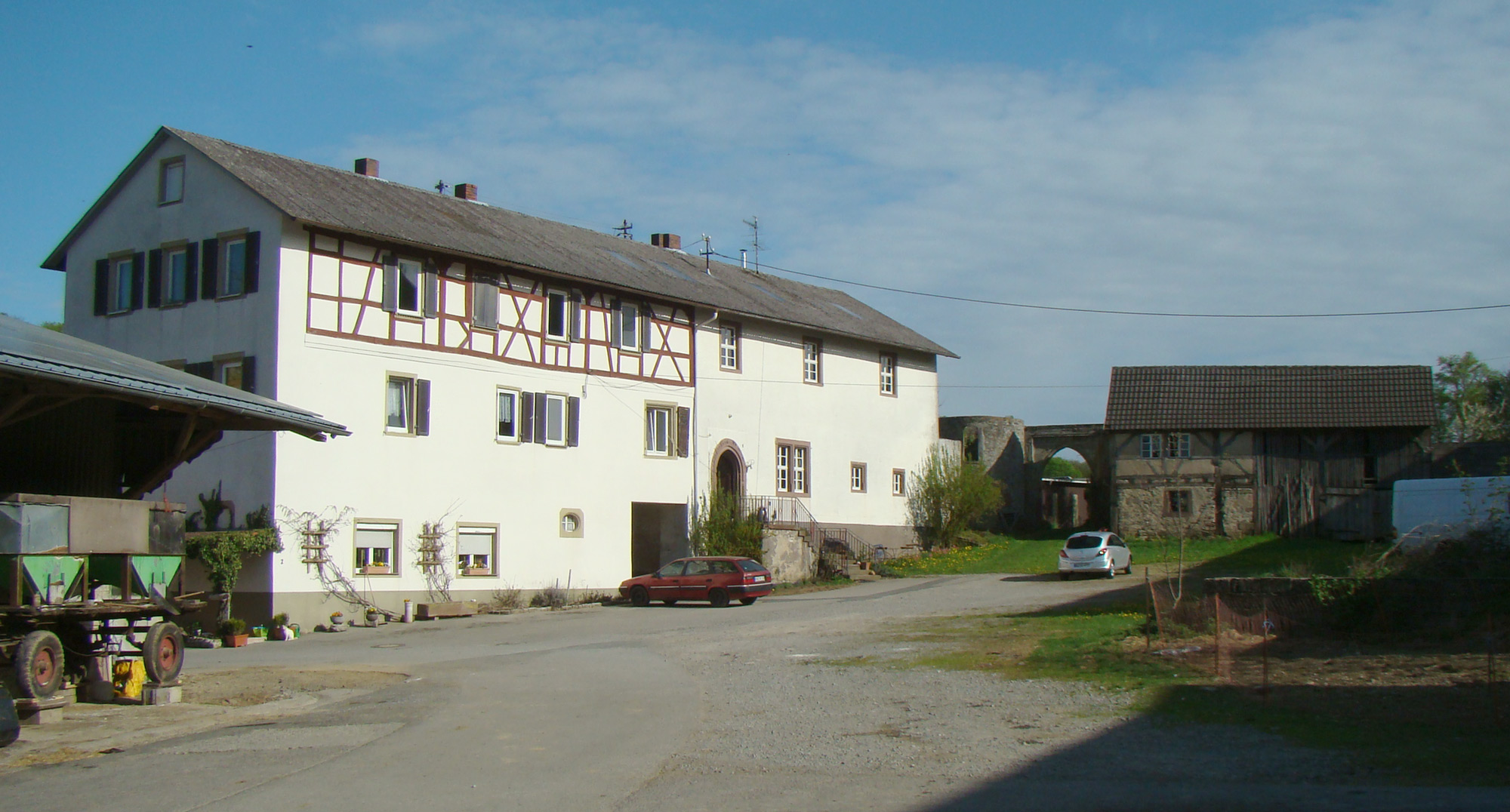
Im heutigen Hofgut sind Reste der Klosteranlage aufgegangen

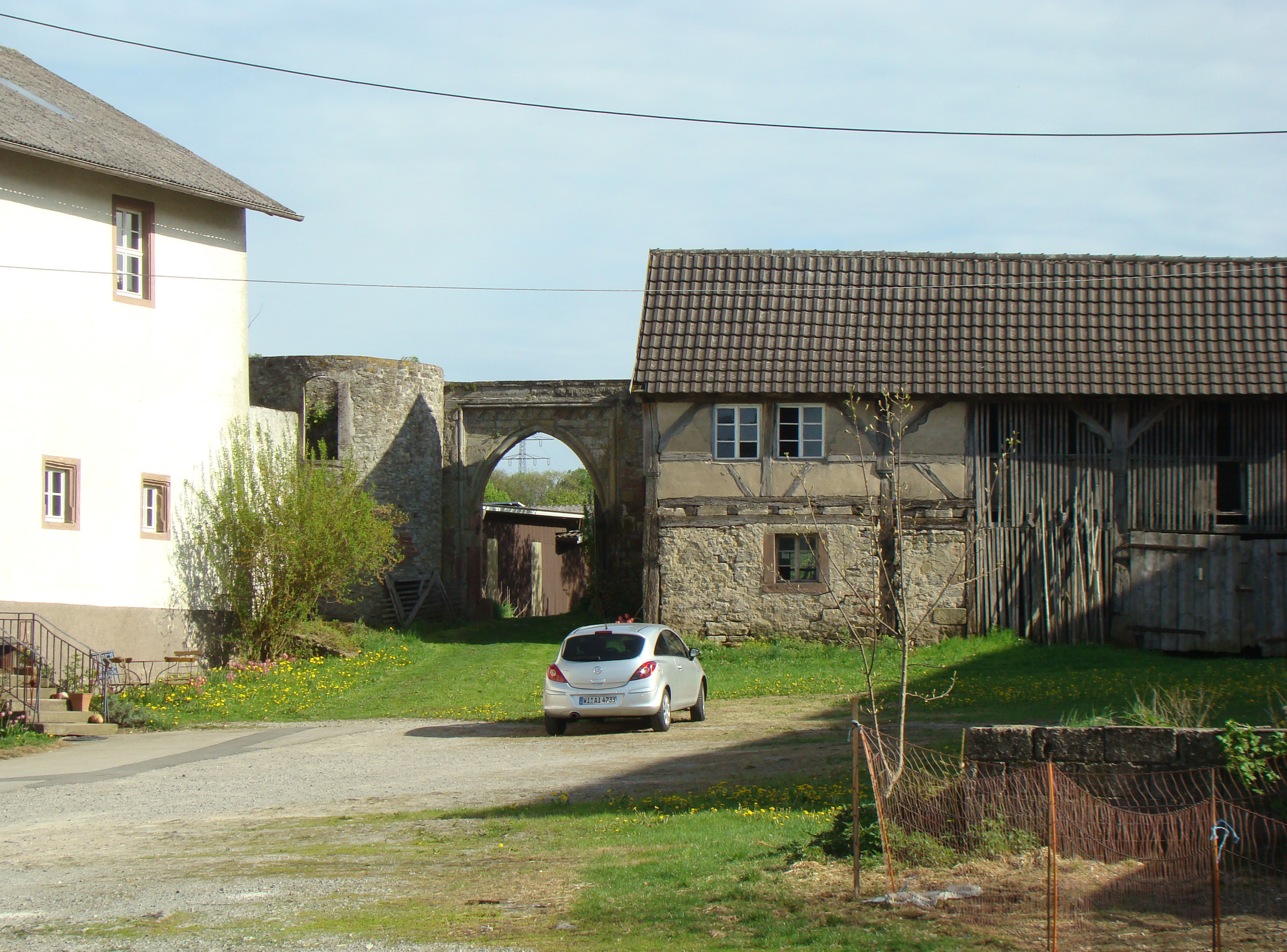
Reste von Turm und Torbogen

Das ehemalige Kloster Seligental liegt in Baden-Württemberg im Neckar-Odenwald-Kreis zwischen den Ortschaften Schlierstadt und Zimmern, auf der Gemarkung der Stadt Osterburken. Es wurde 1236 gegründet und 1568 aufgelöst. In dem heute landwirtschaftlich genutzten Hofgut wurden jüngst Reste der früheren Klosteranlage konserviert und für die Nachwelt erhalten.

## Geschichte
Bei dem ehemaligen Kloster handelte es sich um ein Nonnenkloster der Zisterzienserinnen. Laut einer Stiftungsurkunde vom 25. November 1236 wurde das Kloster von Konrad von Dürn und dessen Frau Mechthild von Lauffen für adelige Frauen gegründet. Das Kloster lag in der Mitte des Herrschaftsgebiets der Herren von Dürn und dürfte wohl auch als Hauskloster und standesgemäße Grablege der Stifter geplant gewesen sein. Die erste Äbtissin trug den Namen Hildeburgis und war vermutlich eine Tochter des Gründers. Die kirchliche Zuständigkeit für das Kloster hatte das Bistum Würzburg. Die Klosterkirche wurde 1239 der hl. Gottesmutter geweiht. Die Nonnen in Seligental lebten nach den Regeln des heiligen Benedikt von Nursia (Regula Benedicti) in der zisterziensischen Form.
Zur Ausstattung des Klosters hatte Konrad von Dürn dem Nonnenkloster auf dem Frankenberg bei Amorbach Besitz in Schlierstadt, Seckach, Zimmern und Hemsbach entzogen und ihn Seligental zugesprochen. Ein Richtspruch des Papstes hat später das Kloster Amorbach restituiert. Aus den Schenkungen des fränkischen Adels, dessen Witwen und Töchter in Seligental lebten, kam das Kloster dennoch in Besitz von Gütern in den genannten Orten sowie in Ruchsen. Die Klosterdörfer waren nicht nur abgabenpflichtig, sondern profitierten u. a. durch die Gründonnerstags-Stiftung, die bis 1845 bestand und Haferbrei austeilte, und natürlich durch das Hospiz für Alte, Kranke und Sieche. Außerdem prägte die Marienverehrung des Klosters mit seinen Nebenpatronen Ursula und Nikolaus, zu dem auch Wallfahrten stattfanden, das religiöse Leben in den Klosterdörfern.
Der Außenhandel des Klosters wurde über das Kloster Bronnbach abgewickelt, dessen jeweiliger Abt auch Vaterabt des Klosters Seligental war. Nach dem Aussterben der Dürner wurden die Herren von Hohenlohe Schirmherren über das Kloster, 1328 die Bischöfe von Würzburg, 1505 dann Kurmainz.
Überfälle im Bauernkrieg und der Übertritt zahlreicher adliger Familien der Umgebung zur Reformation trugen zum Niedergang des Klosters bei. Zu den letzten Äbtissinnen zählten Walpurga von Hardheim, die 1519 und 1526 Dorfordnungen erließ und im Bauernkrieg die Bauern von der Zerstörung des Klosters abhalten konnte, sowie Cäcilia Rüdt von Collenberg, die beim Aufkommen der Reformation als weltlich gesinnte Äbtissin auffiel. 1552 wurde das Kloster im Markgräflerkrieg von marodierenden Soldaten heimgesucht. Die kriegerischen Zeiten und die fortschreitende Reformation ließen es an Neueintritten mangeln. Als Äbtissin Amalia Schelmin von Bergen 1561 starb, gab es nur noch zwei Klosterfrauen. Das Kloster wurde 1568 schließlich aufgelöst und an die Mainzer Hofkammer übertragen.
Versuche der Äbte von Ebrach und Salem, den Konvent 1613 wiederzubeleben, scheiterten am Widerstand des Mainzer Erzbischofs. 1803 kam Seligental im Zuge der Säkularisation an das Fürstentum Leiningen.
Die Klosterkirche wurde noch bis ins 18. Jahrhundert zu Gottesdiensten genutzt und 1788 profaniert. Später diente sie als Schafstall und Scheune, bevor sie 1928 abbrannte. Ihr frühgotisches Eingangsportal findet noch heute als Gartentor Verwendung. Allein die Sakristei, die noch bis 1848 als Kapelle genutzt wurde, ist in ihren ursprünglichen Ausmaßen mit Kreuzrippengewölbe, mit Freskenresten und einem Fenster in romanischen Formen erkennbar.
Seit 1934 befindet sich Seligental überwiegend in Privatbesitz und wird landwirtschaftlich genutzt. Das Gelände und die Gebäude sind nicht zugänglich.

## Weidgrenze
Die Begrenzung der „zweimal gebrochenen Weid“ des Klosters Seligental wurde durch Steinkreuze mit dem Symbol einer Schäferschippe im Kopfteil angezeigt. Von diesen Steinkreuzen standen in den 1930er-Jahren noch sechs Exemplare. Das letzte dieser Kreuze wurde vor dem Untergang gerettet, indem es bei der St.-Sebastian-Kirche in Seckach im Neckar-Odenwald-Kreis aufgestellt wurde.